# Herbert Hentschke
Herbert Hentschke (* 20. Dezember 1919 in Oberseifersdorf; † 28. Oktober 1991) war ein deutscher Geheimdienstoffizier und Generalmajor. Er war von 1975 bis 1981 Leiter der Objektverwaltung Wismut des Ministeriums für Staatssicherheit (MfS) der Deutschen Demokratischen Republik (DDR).

## Leben
Hentschke, Sohn des Dachdeckers Reinhold Hentschke und der Weberin Elsa Hentschke, besuchte die Volksschule. Er engagierte sich im Kommunistischen Jugendverband Deutschlands (KJVD). Nach der nationalsozialistischen Machtergreifung 1933 leistete er illegale Arbeit für die Kommunistische Partei Deutschlands (KPD). Im Jahr 1934 ging er mit dem Vater über die Tschechoslowakei in die Sowjetunion. Von Dezember 1934 bis 1935 erhielt er eine Ausbildung zum Schlosser in der Moskauer Maschinenfabrik Stankosawod und war danach im Beruf tätig. Im April 1937 wurde ihm die deutsche Staatsbürgerschaft aberkannt. Vom 29. Juli bis 6. November 1937 und vom 22. Februar bis 15. Mai 1938 befand er sich in NKWD-Haft, wurde rehabilitiert und arbeitete danach erneut im Werkzeugmaschinenwerk in Moskau. Er wurde Mitglied des sowjetischen Jugendverbandes Komsomol und war von 1942 bis 1943 Kursant an der Komintern-Schule in Kuschnarenkowo. Nach einer Ausbildung zum Fallschirmspringer wurde er von März bis Juni 1944 als Mitglied der Partisanengruppe 117 des Nationalkomitees Freies Deutschland (NKFD) mit Felix Scheffler zum Propagandaeinsatz bei belorussischen Partisanen im Raum Minsk-Baranowitschi eingesetzt. Anschließend kam er zum Einsatz an die Front.
Im Mai 1945 kehrte er als Mitglied der KPD-Initiativgruppe unter Gustav Sobottka nach Deutschland zurück und ging zunächst in den Kreis Parchim. Außerdem war er bis Juni 1945 als Instrukteur und Mitarbeiter des KPD-Landesvorstandes Mecklenburg für die Kreise Malchin und Demmin tätig und war kurzzeitig Stadtrat in Schwerin. Anschließend wurde er Referent bzw. Hauptreferent in der Kaderabteilung beim ZK der KPD bzw. der Sozialistischen Einheitspartei Deutschlands (SED) und war für Personalfragen der Polizei- und Sicherheitsapparate mit zuständig. 1950 trat er als VP-Inspekteur in die Deutsche Volkspolizei (DVP) ein und wurde Stellvertreter des Chefs der VP-Landesbehörde Thüringen für Politkultur.
Im Januar 1951 erfolgte seine Einstellung beim Auslandsnachrichtendienst Institut für wirtschaftswissenschaftliche Forschung (IWF), der 1953 als Hauptabteilung XV in das Staatssekretariat für Staatssicherheit eingegliedert und 1956 zur Hauptverwaltung Aufklärung (HV A) des MfS wurde. Er leitete von 1951 bis 1959 die politische Spionage. Im Mai 1954 wurde er vom Inspekteur zum Oberst umattestiert. Er war von Februar 1956 bis Januar 1959 Leiter der Hauptabteilung I (Politische Aufklärung/Bonner Regierungsapparat) der HV A. Im Januar 1959 wurde er stellvertretender Leiter der Hauptverwaltung B (Rückwärtiger Dienst), im Juli 1960 gleichzeitig Leiter des Operativ-technischen Sektors (OTS), der im Juli 1964 zum selbstständigen Anleitungsbereich aufgewertet wurde. 1965/66 besuchte er die Parteihochschule der KPdSU in Moskau und absolvierte von 1966 bis 1968 ein Externstudium an der Hochschule des Ministeriums für Staatssicherheit in Potsdam-Eiche mit dem Abschluss als Diplom-Jurist. Ab 1966 war er als Nachfolger von Richard Reuscher erst ehrenamtlicher Vorsitzender und von Mai 1970 bis September 1971 hauptamtlicher Vorsitzender des DSF-Kreisvorstandes im MfS.
Im Jahr 1968 wurde er für Sonderaufgaben zum 1. Stellvertreter des Ministers Bruno Beater kommandiert. 1971 erfolgte seine Versetzung zur HV A und als Verbindungsoffizier zu den Sicherheitsorganen Kubas in Havanna. 1975 wurde er zunächst Offizier für Sonderaufgaben beim Leiter der Objektverwaltung Wismut Rudolf Mittag und löste ihn dann im Mai 1975 als Leiter der Verwaltung ab. Im Februar 1980 wurde er vom Vorsitzenden des Nationalen Verteidigungsrates der DDR, Erich Honecker, zum Generalmajor ernannt. Er blieb noch bis 1981 im Amt, wurde dann entlassen und Rentner. Von 1976 bis 1989 war er Mitglied der Gebietsleitung Wismut der SED. Hentschke lebte zuletzt als Veteran in Karl-Marx-Stadt.

## Auszeichnungen
- 6. Mai 1955: Vaterländischer Verdienstorden in Silber und 1985 in Gold
- 1970: Orden des Vaterländischen Krieges 2. Grades (UdSSR)
- 1985 Medaille „40. Jahrestag des Sieges im Großen Vaterländischen Krieg 1941–1945“[3]